# Pavel Harazim
Pavel Harazim (* 30. června 1969, Opava) je bývalý český fotbalista, obránce.

## Fotbalová kariéra
V československé a české lize FC Vítkovice, RH Cheb, FC Petra Drnovice, FC Baník Ostrava a SFC Opava. V nejvyšší soutěži nastoupil ve 277 utkáních a dal 7 gólů.

## Osobní život
Jeho synovcem je Štěpán Harazim, taktéž ligový fotbalista.

## Ligová bilance
| Ročník                                   | Zápasy | Góly | Klub              |
| ---------------------------------------- | ------ | ---- | ----------------- |
| 1. československá fotbalová liga 1987/88 | 4      | 0    | TJ Vítkovice      |
| 1. československá fotbalová liga 1988/89 | 3      | 0    | RH Cheb           |
| 1. československá fotbalová liga 1989/90 | 2      | 0    | RH Cheb           |
| 1. československá fotbalová liga 1989/90 | 11     | 1    | TJ Vítkovice      |
| 1. československá fotbalová liga 1990/91 | 26     | 0    | FC Vítkovice      |
| 1. československá fotbalová liga 1991/92 | 28     | 1    | FC Vítkovice      |
| 1. československá fotbalová liga 1992/93 | 26     | 0    | FC Vítkovice      |
| 1. česká fotbalová liga 1993/94          | 27     | 1    | FC Petra Drnovice |
| 1. česká fotbalová liga 1994/95          | 17     | 1    | FC Petra Drnovice |
| 1. česká fotbalová liga 1995/96          | 15     | 1    | FC Petra Drnovice |
| 1. česká fotbalová liga 1995/96          | 14     | 0    | FC Baník Ostrava  |
| 1. česká fotbalová liga 1996/97          | 25     | 2    | FC Baník Ostrava  |
| Gambrinus liga 1997/98                   | 17     | 0    | FC Baník Ostrava  |
| Gambrinus liga 1998/99                   | 11     | 0    | FC Baník Ostrava  |
| Gambrinus liga 1998/99                   | 14     | 0    | SFC Opava         |
| Gambrinus liga 1999/00                   | 14     | 0    | SFC Opava         |
| Gambrinus liga 2001/02                   | 19     | 0    | SFC Opava         |
| Gambrinus liga 2003/04                   | 4      | 0    | SFC Opava         |
| CELKEM                                   | 277    | 7    |                   |